# Ozarba prolai
Ozarba prolai är en fjärilsart som beskrevs av Emilio Berio 1976/77. Ozarba prolai ingår i släktet Ozarba och familjen nattflyn. Inga underarter finns listade i Catalogue of Life.